# Nikon Df
La Nikon Df è una fotocamera reflex digitale professionale, prodotta dalla Nikon Corporation e annunciata il 5 novembre 2013.
È dotata di un corpo in lega di magnesio leggero e ben tropicalizzato, similmente alla D800. Monta il medesimo sensore FX 24x36 mm da 16,2 milioni di pixel dell'ammiraglia Nikon D4, con una sensibilità elevata, da 100 a 12800 ISO, espandibile a 50 e fino a 204800 ISO.
Le dimensioni sono simili a quelle della Nikon D610, dalla quale si differenzia per scelte stilistiche, ergonomiche e di contenuto. Le scelte di casa Nikon per la Df, infatti, riguardano soprattutto lo stile rétro e l'ergonomia dei comandi (sono per esempio assenti il flash built-in e la modalità video), e portano quindi la Df ad appartenere a un segmento professionale di tipo "purista", in cui lo scatto puro è l'unica strada possibile per ottenere una fotografia autentica. Il mirino a pentaprisma con copertura del 100% possiede invece ben 39 punti di messa a fuoco e un'ottima sensibilità anche in condizioni di scarsa illuminazione.
La Df è inoltre la prima reflex Nikon digitale con ghiera di accoppiamento AI "disattivabile" (in maniera simile a quanto accadeva ad esempio su F3) che permette di innestare ottiche pre-AI. Combina la tecnologia delle moderne reflex digitali con lo stile delle macchine a pellicola 35 mm. Il suo nome, infatti, ricorda fortemente questa "fusione" tra antico e moderno, con la possibilità di non rinunciare a nessuno dei due. Attualmente la macchina viene venduta in kit con un nuovo obiettivo 50 mm 1.8G, rivisitato esteticamente per integrarsi a pieno con il design della nuova Df.